# Vadakkanandal
Vadakkanandal é uma panchayat (vila) no distrito de Viluppuram, no estado indiano de Tamil Nadu.

## Demografia
Segundo o censo de 2001, Vadakkanandal tinha uma população de 19,857 habitantes. Os indivíduos do sexo masculino constituem 51% da população e os do sexo feminino 49%. Vadakkanandal tem uma taxa de literacia de 61%, superior à média nacional de 59.5%: a literacia no sexo masculino é de 72% e no sexo feminino é de 49%. Em Vadakkanandal, 12% da população está abaixo dos 6 anos de idade.